# Republica (radioprogramma)
Republica was een Vlaams radioprogramma op Studio Brussel dat van 1999 tot 2005 werd uitgezonden. De presentatie was in handen van Lieven Vandenhaute. Tijdens de uitzendingen stonden cultuur, lifestyle en actualiteiten centraal. Het was de opvolger van Frituur Victoria.
Luisteraars konden ook zelf reageren via de Replieklijn. Hun meningen werden verzameld en een compilatie ervan werd aan het einde van het programma uitgezonden. Dagelijks kwam een vaste expert over bepaalde thema's praten, zoals Claude Blondeel (kunst), Jeroen Roppe (uitgaansgelegenheden), Eric Lesire (strips).
Net als "Frituur Victoria" reikte ook "Republica" prijzen uit aan jong en creatief talent.

## Televisieversie
Het programma kreeg in 2004 ook een tv-versie op Canvas, opnieuw door Vandenhaute gepresenteerd en Dave Peters. Elke donderdagavond, om 23 uur werden er reportages uitgezonden. De radioversie werd later door Ruth Joos overgenomen tot het programma in 2005 werd afgevoerd. De tv-versie bleef echter nog wat langer bestaan.

## Meer informatie
- https://web.archive.org/web/20140306035624/http://www.vub.ac.be/mediaparticipation/index.php?page=detail&id=120
- Interview met Lieven Vandenhaute